# Arthrostylidium
Arthrostylidium là một chi thực vật có hoa trong họ Hòa thảo (Poaceae).

## Loài
Chi Arthrostylidium gồm các loài: